# Nach dir, Herr, verlanget mich, BWV 150
Nach dir, Herr, verlanget mich, BWV 150 (Vers Tu, Senyor, m’elevo), és una cantata religiosa de Johann Sebastian Bach, sense cap destinació específica, estrenada a Weimar entre els anys 1708 i 1709.

## Origen i context
D'autor anònim, empra versicles del Salm 25, els dos primers per al segon número, el cinquè per al número 4 i el quinzè per al número 6. El tema literari de la cantata al·ludeix al del salm que li dona títol, la imploració de la misericòrdia divina per aquells que segueixen la llei de Déu. Aquesta cantata ens ha arribat per vies secundàries i s'ha dubtat de l'autoria de Bach; avui s'accepta que fou composta a Weimar i estrenada, probablement, el 19 d'abril de 1708, el tercer diumenge abans de Pasqua conegut com a Diumenge Jubilate. Podria tractar-se de la cantata coneguda més antiga de Bach.

## Anàlisi
Obra escrita per a soprano, contralt, tenor, baix i cor; fagot, dos violinsi baix continu. Consta de set números, de les quatre veus només el soprano fa de solista, les tres altres canten el tercet del número 5.
1. Simfonia
2. Cor: Nach dir, Herr, verlanget mich (Vers Tu, Senyor, m’elevo)
3. Ària (soprano): Doch bin und bleibe ich vergnügt (Però sóc i seré content)
4. Cor: Leite mich in deiner Wahrheit und lehre mich (Condueix-me en la Veritat)
5. Ària (tercet de contralt, tenor i baix): Zedern müssen von den Winden (Els Cedres reben sovint)
6. Cor: “Meine Augen sehen stets zu dem Herrn” (Els meus ulls miren sempre al Senyor)
7. Cor: Meine Tage in dem Leide (Els meus dies de patiment)

L'obra comença amb una simfonia, fet típic en les primeres cantates de Bach, un breu preludi instrumental que exposa els temes del següent moviment, el primer dels quatre cors de la cantata, que és un motet on hi alternen blocs imitatius amb altres d'homòfons. El número 3 és, de fet, l'única ària pròpiament dita de la cantata, molt breu, a càrrec del soprano amb el violins a l'uníson i el continu. El número 4, el segon cor, és també un motet, introdueix un seguit de passatges corals articulats en unitats petites; en la part final es proclama la fe en un Déu auxiliador, mitjançant una nota repetida amb tot el text täglich harre ich dein (al qual espero cada dia), que passa per tos les veus del soprano al baix. El número 5 és un tercet de contralt, tenor i baix, amb una melodia plena de reminiscències de coral. A continuació apareix el tercer cor, que torna a ser un motet, amb connotacions de preludi i fuga. La cantata es clou amb un altre cor esplèndid, un xacona impressionant amb un tema basat en un passatge de Corelli. El tema fou aprofitat per Brahms com a base de l'últim moviment de la seva quarta simfonia. Té una durada aproximada d'un quart d'hora.

## Discografia seleccionada
- J.S. Bach: Das Kantatenwerk. Sacred Cantatas Vol. 8. Gustav Leonhardt, Knabenchor Hannover (Heinz Hennig, director), Collegium Vocale Gent (Philippe Herreweghe, director), Leonhardt-Consort, Ansgar Pfeiffer (solista del cor), Paul Esswood, Kurt Equiluz, Max van Egmond. (Teldec), 1994.
- J.S. Bach: The complete live recordings from the Bach Cantata Pilgrimage. CD 15: Johann-Sebastian-Bach-Kirche, Arnstadt; 29 i 30 d'abril de 2000. John Eliot Gardiner, Monteverdi Choir, English Baroque Soloists, Gillian Keith, Daniel Taylor, Charles Daniels, Sephen Varcoe. (Soli Deo Gloria), 2013.
- J.S. Bach: The complete live recordings from the Bach Cantata Pilgrimage. CD 42: Sherbone, Abbey; 4 de juny de 2000. John Eliot Gardiner, Monteverdi Choir, English Baroque Soloists, Joanne Lunn, Daniel Taylor, Paul Agnew, Panajotis Iconomou. (Soli Deo Gloria), 2013.
- J.S. Bach: Complete Cantatas Vol. 1. Ton Koopman, Amsterdam Baroque Orchestra & Choir, Barbara Schlick, Kai Wessel, Guy de Mey, Klaus Mertens. (Challenge Classics), 2004.
- J.S. Bach: Cantatas Vol. 1. Masaaki Suzuki, Bach Collegium Japan, Yumiko Kurisu, Akira Tachikawa, Koki Katano, Peter Kooij. (BIS), 1995.
- J.S. Bach: Church Cantatas Vol. 46. Helmuth Rilling, Gächinger Kantorei, Bach-Collegium Stuttgart, Magdalene Schreiber, Margrte Jetter, Peter Maus, Hanns-Friedrich Kunz. (Hänssler), 1999